# Life in Dreaming
Life in Dreaming è il primo album studio degli Hidden in Plain View, pubblicato il 22 febbraio 2005 dalla Drive-Thru Records. Originariamente la pubblicazione sarebbe dovuta avvenire nell'agosto del 2004, ma fu rimandata per ottenere più tempo per le promozioni. L'album include anche una porzione enhanced CD, che presenta un video del dietro le quinte dell'esibizione dal vivo di "Twenty Below" al Chain Reaction di Anaheim, California.
Durante la sessione di registrazione, furono registrate due ulteriori canzoni che la band aveva scritto verso la fine del 2001. "Hot & Sexy" fu pubblicata come B-side del vinile britannico di "Ashes Ashes". L'altra traccia, "To Your Grave", è rimasta non pubblicata. L'edizione giapponese dell'album presenta, come bonus track, due tracce che erano state originariamente pubblicate nell'EP autointitolato Hidden in Plain View, non in vendita in Giappone.

## Tracce
(Tutte le canzoni sono state scritte dagli Hidden in Plain View)
1. Bleed for You – 3:51
2. Ashes Ashes – 2:39
3. A Minor Detail – 2:47
4. The Point – 3:53
5. Twenty Below – 3:25
6. Garden Statement – 4:48
7. The Innocent Ones – 6:33
8. American Classic – 3:08
9. In Memory – 3:21
10. Top 5 Addictions – 2:39
11. Halcyon Daze – 4:28

Bonus-track giapponesi:
1. "Shamans Witches Magic" – 3:46
2. "The Chaser" – 3:02

## Formazione
- Chris Amato – basso
- Rob Freeman – chitarra e voce
- Andrew McMahon – pianoforte
- Spencer Peterson – batteria
- Joe Reo – voce
- Mike Saffert – chitarra
- Patrick Warren – chamberlin